# Palmyra (Wisconsin)
Palmyra è un villaggio degli Stati Uniti d'America, situato in Wisconsin, nella contea di Jefferson.